# Salmila robusta
Salmila robusta — викопний вид каріамоподібних птахів вимерлої родини Salmilidae, що існував в Європі в еоцені (48 млн років тому).

## Скам'янілості
Вид відомий з трьох скелетів, що знайдені в Мессельському кар'єрі в  Німеччині. 